# Kularnava Tantra
Kularnava Tantra é um tratado de 1150 d.C. sobre a filosofia shakta da tradição tântrica, ele foi publicado pela primeira vez em 1875 com 2038 versos em inglês. A tradução foi completada  por  M.P. Pandit e Sir John Woodroffe em 1918. O texto trata da relação entre mestre e discípulo. Uma tradução completa para o português se encontra disponível na internet. 
Aforismo 125:
Para transcender a mente e atingir a meta, você necessitara do guia de um satguru, um mestre iluminado que seguiu o caminho até o final e pode guiar até o que é divino dentro nós. 